# Shūzō Oshimi
Shūzō Oshimi (jap. 押見 修造 Oshimi Shūzō; ur. 19 marca 1981 w Kiryū) – japoński mangaka, znany z mang takich jak Kwiaty zła, Boku wa Mari no naka, Happiness i Krew na szlaku.

## Biografia
Oshimi pochodzi z wiejskich terenów Kiryū w prefekturze Gunma, które posłużyły również jako sceneria dla jego mangi Kwiaty zła. Dorastając tam, najczęściej odwiedzał nadbrzeże rzeki, schody swojego gimnazjum oraz księgarnię. Obecnie Oshimi mieszka w Tokio.
Zadebiutował w 2002 roku mangą Mayokana no Paranoia Star. Jego pierwsza seria, zatytułowana Avant-Garde Yumeko, ukazała się w magazynie „Gekkan Shōnen Magazine” wydawnictwa Kōdansha. Jego prace zostały zaadaptowane na różne media: Hyōryū Net Cafe i Boku wa Mari no naka jako dramaty telewizyjne, Kwiaty zła jako anime oraz Sweet Poolside jako film aktorski. W 2001 roku zdobył nagrodę Tetsuya Chiba Award.

## Twórczość
- Mayokana no Paranoia Star (jap. 真夜中のパラノイアスター Mayonaka no paranoia sutā) (2002)[1]
- Superfly (jap. スーパーフライ Sūpāfurai) (2003)
- Avant-Garde Yumeko (jap. アバンギャルド夢子 Abangyarudo Yumeko) (2003)[5]
- Sweet Poolside (jap. スイートプールサイド Suīto pūrusaido) (2004)
- Devil Ecstasy (jap. デビルエクスタシー Debiru ekusutashī) (2005–2006)
- Yūtai Nova (jap. ユウタイノヴァ) (2007–2008)
- Hyōryū Net Cafe (jap. 漂流ネットカフェ Hyōryū netto kafe) (2008–2011)
- Kwiaty zła (jap. 惡の華 Aku no hana) (2009–2014)[11]
- Shino-chan wa jibun no namae ga ienai (jap. 志乃ちゃんは自分の名前が言えない) (2011–2012)
- Boku wa Mari no naka (jap. ぼくは麻理のなか) (2012–2016)[12]
- Happiness (jap. ハピネス Hapinesu) (2015–2019)[13]
- Waltz (jap. ワルツ Warutsu) (2017)[14]
- Femme Fatale Oshimi Shūzō gashū (jap. ファムファタル 押見修造画集 Famu fataru Oshimi Shūzō gashū) (2017)[15]
- Krew na szlaku (jap. 血の轍 Chi no wadachi) (2017–2023)[16]
- Kusakabe-san (jap. 日下部さんー) (2020)[17]
- Lily (jap. りり Riri) (2021)[18]
- Okaeri Alice (jap. おかえりアリス Okaeri Arisu) (2020–2023)[19]
- Chii-chan (jap. ちーちゃん) (2024)[20]